# Anton Frommelt

Anton Frommelt hält 1939 eine Rede zu Ehren von Franz Joseph II.

Anton Frommelt (* 14. März 1895 in Schaan; † 7. Oktober 1975 in Vaduz) war ein Liechtensteiner Priester, Politiker und Künstler.

## Leben
Anton Frommelt war ein Sohn des Zimmermanns Lorenz Frommelt und der Magdalena Frommelt, geborene Vogt. Er hatte zehn Geschwister. Nach Besuch der Volksschule in Schaan besuchte er das Kollegium Sankt Fidelis in Stans im Schweizer Kanton Nidwalden. Von 1916 bis 1920 studierte er Theologie am Priesterseminar St. Luzi in Chur (Graubünden) und erhielt 1919 die Priesterweihe. Von 1920 bis 1922 arbeitete er als Zeichenlehrer am Kollegium Maria Hilf in Schwyz. Am 1. Oktober 1922 übernahm er die Pfarrstelle in Triesen.
1928 wurde er für die Fortschrittliche Bürgerpartei in Liechtenstein (FBP) in den Liechtensteiner Landtag  gewählt. Bis 1945 übte er das Amt des Landtagspräsidenten aus. Von 1928 bis 1932 war er Mitglied des Landesschulrats und von 1929 bis 1946 Schulkommissär. Sein Pfarramt gab er 1933 ab und zog nach Vaduz. 1933 wurde er zum stellvertretenden Regierungschef unter Josef Hoop ernannt. In der Krise im März 1938 kam es zu einer Koalitionsregierung der FBP und der Vaterländischen Union (VU). Da die VU die Position des stellvertretenden Regierungschefs für sich beanspruchte, musste er von seinem Exekutivamt zurücktreten; stellvertretender Regierungschef wurde Alois Vogt (VU). 
In einem Kompromiss zwischen FBP und VU wurde Frommelt zum hauptamtlichen Regierungsrat ernannt. Er war für die Ressorts «Bauwesen», «Schule» und «Post» zuständig. In seine Amtszeit fiel der Bau des Liechtensteiner Binnenkanals sowie die Neuausrichtung des Liechtensteiner Briefmarkenwesens. Unter seiner Leitung wurden Briefmarken im Sinne von Sammlerobjekten eingeführt, was den Umsatz wesentlich steigerte. 

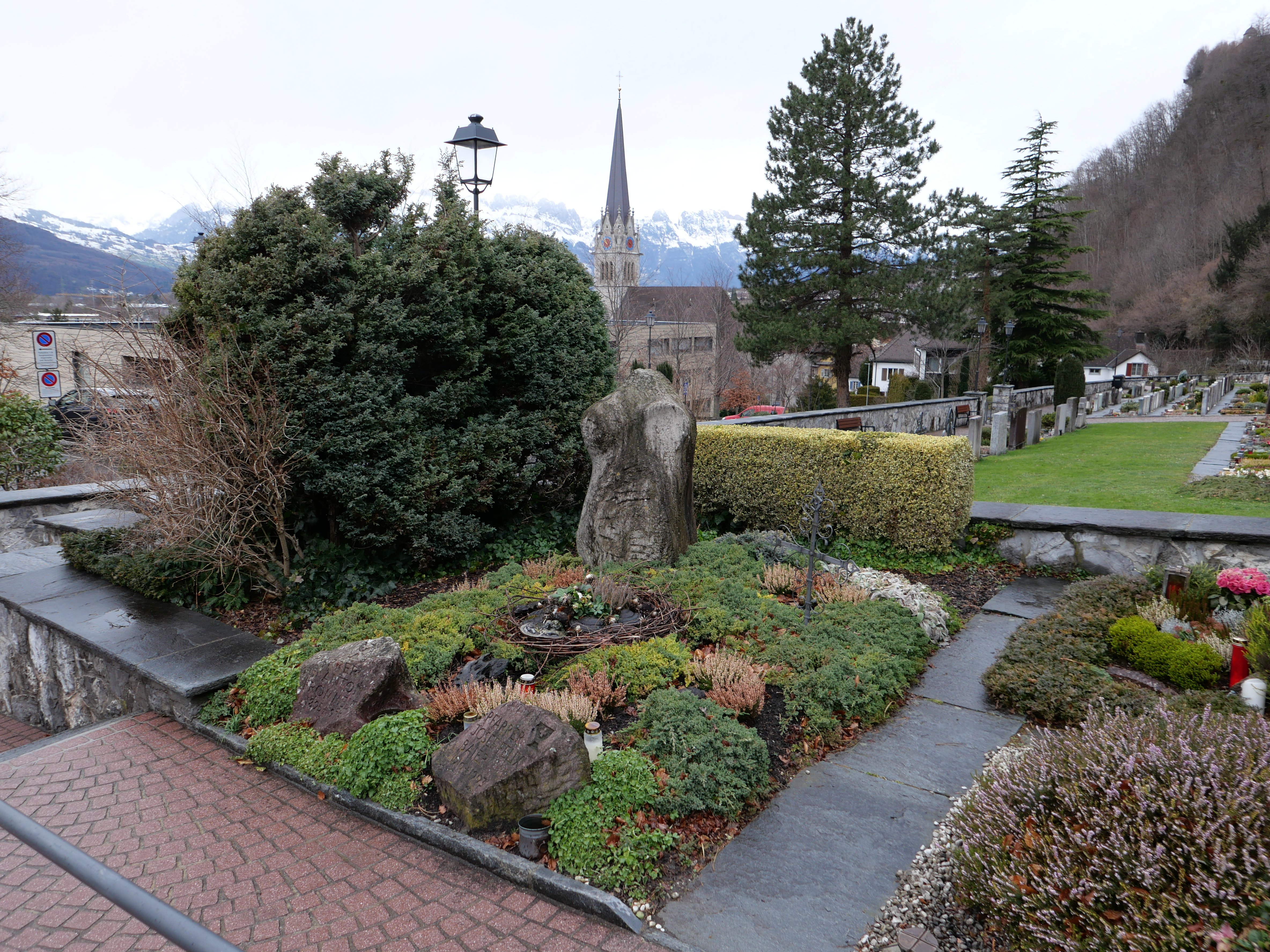
Frommelts Grab auf dem Friedhof Vaduz im Januar 2024.

Frommelt war als Christ ein überzeugter Gegner des Nationalsozialismus und traute den deutschfreundlichen Anhängern der VU nicht. Auch bekämpfte er politisch die Anhänger der nationalsozialistischen Volksdeutschen Bewegung in Liechtenstein (VDBL). Er hatte einen wesentlichen Anteil daran, dass der Putsch der VDBL am 24. März 1939 scheiterte. Das Ziel des Putsches war, den Zollvertrag mit der Schweiz zu kündigen und Liechtenstein an das Grossdeutsche Reich anzuschliessen. Frommelt liess die Telefonleitungen der Putschisten stilllegen, sodass sie nicht mehr miteinander kommunizieren konnten, und überredete demonstrierende Anhänger der VDBL aufzugeben. Er war ein Freund der «scharfen Worte» und seine Reden waren bei seinen politischen Gegnern gefürchtet. 
Nach dem Ende des Zweiten Weltkriegs trat er von allen politischen Ämtern zurück. Er begann eine künstlerische Karriere und baute in Vaduz ein Atelier auf. In seinen Pfarrberuf kehrte er aus gesundheitlichen Gründen nicht mehr zurück. Frommelt malte hauptsächlich in Öl, schuf aber auch Bilder in Aquarell- und Temperatechnik sowie zahlreiche Linolschnitte. Auch war er ein begeisterter Fotograf und Designer.